# 锡劳基
锡劳基（西班牙語：Cirauqui）是西班牙纳瓦拉的一个市镇。总面积41平方公里，总人口456人（2001年），人口密度11人/平方公里。